# مقاطعة ليك (كاليفورنيا)
مقاطعة ليك (بالإنجليزية: Lake County)‏ هي إحدى مقاطعات ولاية كاليفورنيا في الولايات المتحدة الأمريكية.

## المناخ
يظهر الجدول التالي التغييرات المناخية على مدار السنة لمقاطعة ليك:
| البيانات المناخية لـمقاطعة ليك    | البيانات المناخية لـمقاطعة ليك | البيانات المناخية لـمقاطعة ليك | البيانات المناخية لـمقاطعة ليك | البيانات المناخية لـمقاطعة ليك | البيانات المناخية لـمقاطعة ليك | البيانات المناخية لـمقاطعة ليك | البيانات المناخية لـمقاطعة ليك | البيانات المناخية لـمقاطعة ليك | البيانات المناخية لـمقاطعة ليك | البيانات المناخية لـمقاطعة ليك | البيانات المناخية لـمقاطعة ليك | البيانات المناخية لـمقاطعة ليك | البيانات المناخية لـمقاطعة ليك |
| الشهر                             | يناير                          | فبراير                         | مارس                           | أبريل                          | مايو                           | يونيو                          | يوليو                          | أغسطس                          | سبتمبر                         | أكتوبر                         | نوفمبر                         | ديسمبر                         | المعدل السنوي                  |
| --------------------------------- | ------------------------------ | ------------------------------ | ------------------------------ | ------------------------------ | ------------------------------ | ------------------------------ | ------------------------------ | ------------------------------ | ------------------------------ | ------------------------------ | ------------------------------ | ------------------------------ | ------------------------------ |
| الدرجة القصوى °ف (°م)             | 76 (24)                        | 81 (27)                        | 84 (29)                        | 94 (34)                        | 101 (38)                       | 114 (46)                       | 113 (45)                       | 112 (44)                       | 111 (44)                       | 104 (40)                       | 92 (33)                        | 78 (26)                        | 114 (46)                       |
| متوسط درجة الحرارة الكبرى °ف (°م) | 55 (13)                        | 58 (14)                        | 62 (17)                        | 67 (19)                        | 75 (24)                        | 84 (29)                        | 92 (33)                        | 90 (32)                        | 85 (29)                        | 75 (24)                        | 62 (17)                        | 55 (13)                        | 72 (22)                        |
| متوسط درجة الحرارة الصغرى °ف (°م) | 32 (0)                         | 34 (1)                         | 36 (2)                         | 39 (4)                         | 45 (7)                         | 51 (11)                        | 55 (13)                        | 53 (12)                        | 49 (9)                         | 42 (6)                         | 35 (2)                         | 32 (0)                         | 42 (6)                         |
| أدنى درجة حرارة °ف (°م)           | 8 (−13)                        | 16 (−9)                        | 17 (−8)                        | 23 (−5)                        | 28 (−2)                        | 34 (1)                         | 39 (4)                         | 40 (4)                         | 30 (−1)                        | 21 (−6)                        | 19 (−7)                        | 6 (−14)                        | 6 (−14)                        |
| الهطول إنش (مم)                   | 6.45 (164)                     | 5.91 (150)                     | 4.53 (115)                     | 1.73 (44)                      | 1.13 (29)                      | .22 (5.6)                      | .02 (0.51)                     | .10 (2.5)                      | .43 (11)                       | 1.44 (37)                      | 3.51 (89)                      | 5.95 (151)                     | 31.42 (798.61)                 |
| المصدر:                           |                                |                                |                                |                                |                                |                                |                                |                                |                                |                                |                                |                                |                                |